# Vlorë prefektur
Vlora prefektur (alb. Qarku i Vlorës) är en av Albaniens tolv prefekturer. Perfekturen bildades år 2000 av distrikten Delvina, Saranda, och Vlora med Vlora som residensstad.
Perfekturen är sedan 2015 indelad i sju kommuner Delvinë, Finiq, Himarë, Konispol, Sarandë,  Selenicë och Vlorë.
Andra orter i perfekturen är Vergo, Vlora, Dhërmi, Vuno, Palasë och Fterë.

## Kommuner
| Kommuner | Admistrativa enheter i kommunen                    | Tidigare distrikt |
| -------- | -------------------------------------------------- | ----------------- |
| Delvinë  | Delvina, Vergo                                     | Delvina           |
| Finiq    | Aliko, Finiq, Livadhja, Mesopotam, Dhivër          | Delvina, Saranda  |
| Himarë   | Himara, Horë-Vranisht, Lukova                      | Vlorë, Saranda    |
| Konispol | Konispol, Markat, Xarrë                            | Saranda           |
| Sarandë  | Ksamil, Saranda                                    | Saranda           |
| Selenicë | Armen, Brataj, Kota, Selenica, Sevaster, Vllahina  | Vlorë             |
| Vlorë    | Novoselës, Orikumit, Qendër Vlorë, Shushica, Vlora | Vlorë             |